# Alfa Romeo Disco Volante
Die Alfa Romeo Disco Volante war ein Rennsportwagen des italienischen Automobilherstellers Alfa Romeo.

## Hintergründe
Wegen der ungewöhnlichen Form erregte sie zu ihrer Zeit große Aufmerksamkeit. Ihren Namen erhielt sie wegen der originellen zweisitzigen Karosserie, deren Entwurf von Orazio Satta Puliga, Entwicklungsleiter bei Alfa Romeo, zusammen mit dem Konstrukteur Carlo Chiti stammte und die dann bei der Firma Touring gebaut wurde. „Disco Volante“ ist das italienische Wort für „Fliegende Untertasse“. Die aerodynamische Form war damals mit einem Cw-Wert von 0,30 außergewöhnlich gut. Im Jahr 1952 wurden zunächst sechs Disco Volante hergestellt. Zwei davon hatten einen Rahmen mit kurzem Radstand und einen 4-Zylinder-Motor mit 1.900 cm³ Hubraum. Die Höchstgeschwindigkeit des Wagens betrug 225 km/h.

## Motorsport
Das Auto wurde 1953 weiterentwickelt und Alfa Romeo wollte jetzt mit großem Einsatz Siege erzielen. Eine ganze Mannschaft mit vier Coupés wurde für die Mille Miglia angemeldet. Ein Wagen war mit einem 4-Zylinder-Motor mit zwei Litern Hubraum ausgestattet, die übrigen drei hatten sechs Zylinder mit 3,6 Liter Hubraum. Der 2-Liter-Wagen gab zu Beginn des Rennens auf, die anderen drei hielten abwechselnd die Spitze des Rennens. Ein Motorschaden stoppte jedoch den ersten Wagen und ein Ölverlust im Getriebe den zweiten. Der dritte, von Juan Manuel Fangio gesteuerte Wagen erlitt einen Teilschaden an der Lenkung und konnte deshalb die Kurven nicht mit voller Geschwindigkeit nehmen. Deshalb wurde Fangio von einem Ferrari überholt und erreichte das Ziel nur als Zweiter. Auch bei den 24-Stunden-Rennen von Spa und Le Mans gingen einige Disco Volante an den Start, jedoch hatten diese ebenfalls keinen Erfolg. Der einzige Sieg, den eine Disco Volante für Alfa Romeo einfuhr, war ein bescheidener Sieg beim Grand Prix Supercortemaggiore.

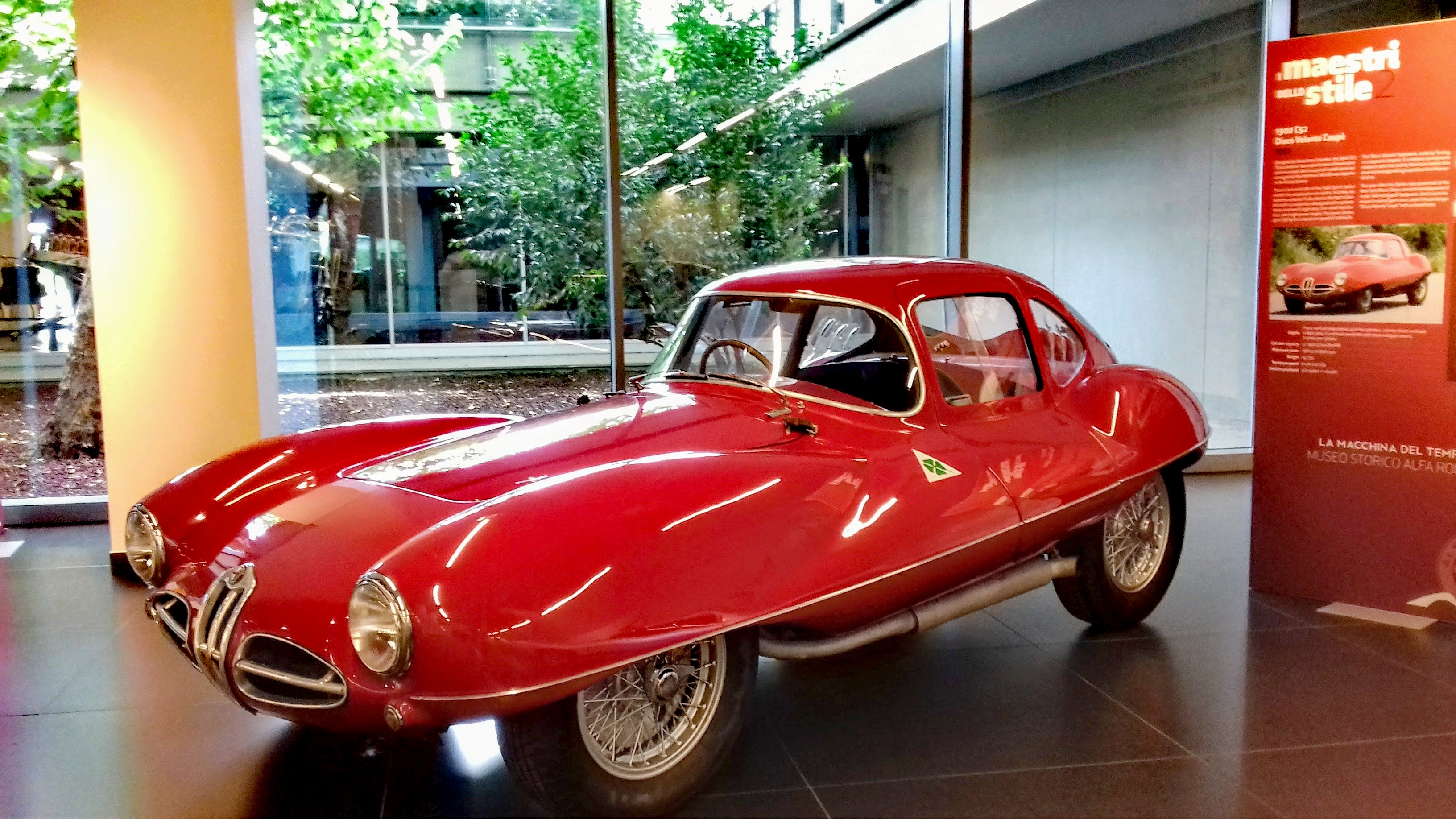
Disco Volante Coupé
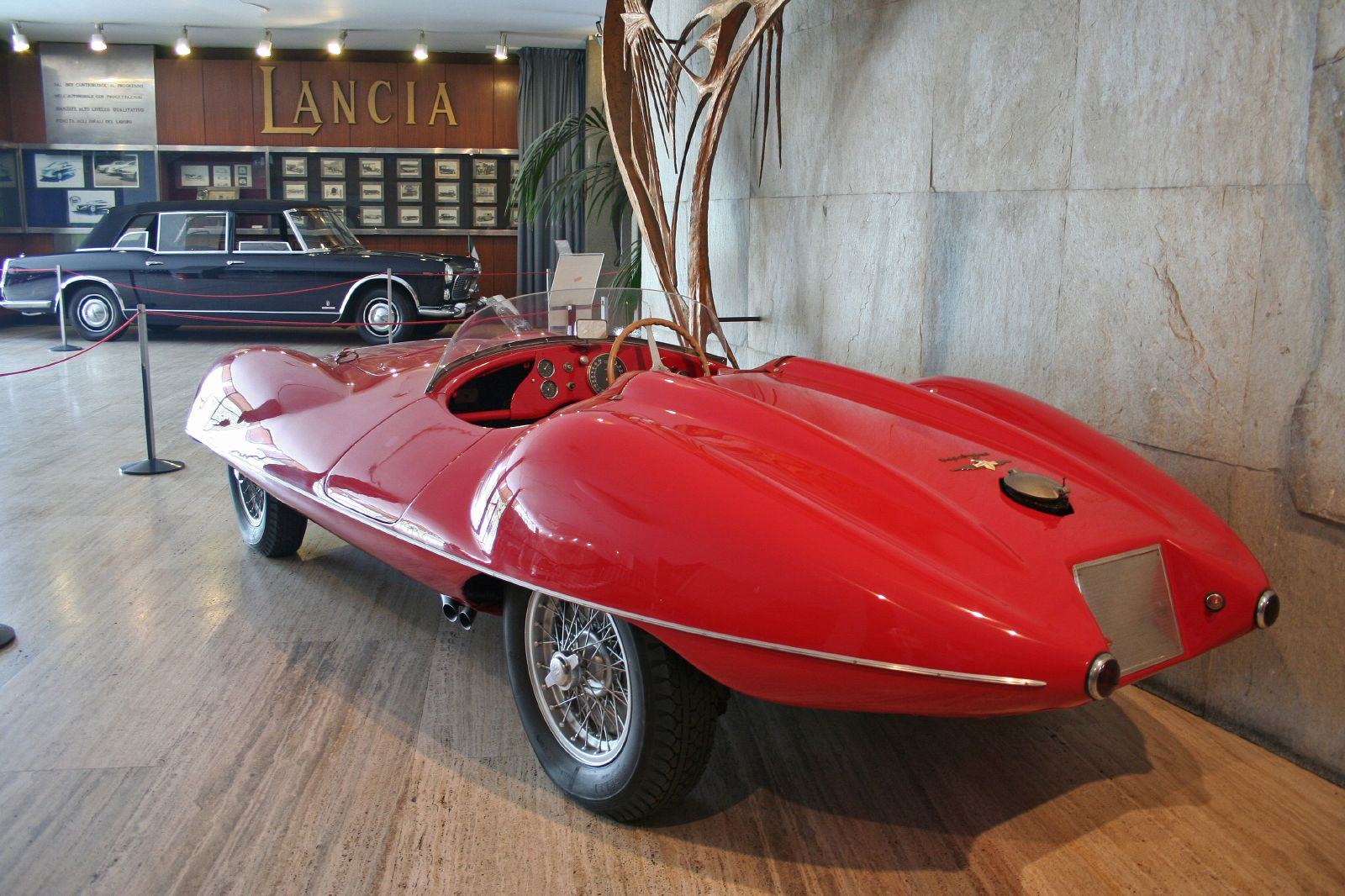
Disco Volante Spider